# Warujaya (Parung)
Warujaya is een bestuurslaag in het regentschap Bogor van de provincie West-Java, Indonesië. Warujaya telt 15.895 inwoners (volkstelling 2010).